# Perfect aspect
Het perfect aspect is de term voor bepaalde werkwoordsvormen die het voltooide en voorbije karakter van de genoemde handeling of toestand beschrijven, maar met extra nadruk op de directe gevolgen ervan voor het heden, dat wil zeggen het moment van spreken. In het Nederlands wordt dit aspect ook wel de nabije verleden tijd genoemd (niettemin kan het in dit verband om zaken gaan die al lang tot het verleden behoren).
Het perfecte aspect dient met name te worden onderscheiden van het imperfectief en perfectief aspect. Het perfectieve aspect beschouwt de genoemde handeling of toestand als een afgesloten geheel, legt alleen de nadruk op het voorbije karakter en laat de eventuele uitwerking op het heden buiten beschouwing. Het perfecte aspect kan niet zomaar worden ingeruild tegen het perfectieve.
In veel talen - waaronder het Nederlands - wordt het perfecte aspect vrijwel uitsluitend uitgedrukt met behulp van een van de voltooide tijden: de voltooid tegenwoordige tijd, de voltooid verleden tijd of de voltooid toekomende tijd, terwijl het perfectieve aspect naargelang de precieze context door middel van een voltooide tijd of met de onvoltooid verleden tijd kan worden uitgedrukt. Het imperfectieve aspect wordt vrijwel altijd met de onvoltooid verleden tijd of (zoals in Romaanse talen) met een van de onvoltooid verleden tijden uitgedrukt.

## Voorbeelden
De volgende Nederlandse zin drukt een perfect aspect uit:
- Zij heeft gesnoept en nu heeft ze geen honger.

Het werkwoord hebben beschrijft niet de genoemde handeling als zodanig maar de gevolgen ervan. In de volgende zin (zonder context) wordt met het perfectieve aspect alleen het op het moment van spreken afgesloten karakter van de handeling uitgedrukt:
- Hij is pas 's avonds laat thuisgekomen.

## Aspect/tempus
Men is het er in de theoretische taalkunde niet over eens of het perfecte aspect echt als een apart aspect moet worden beschouwd, of alleen als een specifiek gebruik van een bepaald tempus.